# Goldène
 (janvier 2025).
Le goldène est un allotrope d'or monocouche, environ 400 fois plus fin que la feuille d’or commerciale la plus fine. Il présente une contraction de réseau de 9 % par rapport à l’or en vrac.

## Histoire
La première synthèse réussie du goldène en tant que matériau autonome date de 2024. Elle a été réalisée par une équipe de l'Université de Linköping, en Suède. En 2022, une équipe de l'Université de New York à Abu Dhabi en avait revendiqué la première synthèse, mais ce qu'elle avait synthétisé contenait en réalité plusieurs couches.

## Première synthèse
L'équipe a utilisé un matériau contenant du silicène entre des couches de carbure de titane. L'or superposé à cette combinaison s'est diffusé dans la structure et a remplacé le silicium. La gravure du carbure de titane a libéré des feuilles d'or autoportantes mesurant jusqu'à 100 nanomètres de large. La gravure a été réalisée à l'aide du réactif de Murukami, selon une technique centenaire utilisée pour décorer les ferronneries par des forgerons japonais. Les molécules de tensioactif formaient une barrière entre le goldène et le liquide environnant pour empêcher les feuilles d'adhérer.
Dans sa publication scientifique, l’équipe indique explorer le potentiel de préparation du goldène à partir d’autres phases non-van der Waals Au-intercalées, y compris le développement de schémas de gravure.

## Comparaison avec le graphène
Jusqu'alors, former des allotropes en deux dimensions de métaux comme l’or était difficile, car les atomes métalliques ont tendance à se regrouper et à former des nanoparticules au lieu de nanofeuilles.

## Propriétés
Le matériau synthétisé présente une hausse de l'énergie de liaison Au 4 f de 0,88 eV. Le matériau est un semi-conducteur, avec une bande de valence maximale de 50 meV en-dessous du niveau de Fermi.

## Applications
Les applications potentielles du goldène incluent la détection chimique et la catalyse.